# Ted Ditchburn
Edwin George 'Ted' Ditchburn (Gillingham, 24 de outubro de 1921 - 26 de dezembro de 2005) foi um futebolista inglês, que atuava como goleiro.

## Carreira
Ted Ditchburn fez parte do elenco da Seleção Inglesa de Futebol que disputou a Copa do Mundo de 1950 no Brasil.

## Ligações Externas
- Perfil em FIFA.com (em inglês)